# 会式一号機
臨時軍用気球研究会式一号機
所沢飛行場にて（1911年）
- 用途：練習機
- 分類：推進式 複葉機
- 設計者：徳川好敏
- 製造者：臨時軍用気球研究会
- 運用者：大日本帝国陸軍
- 初飛行：1911年（明治44年）10月13日 所沢飛行場
- 生産数：　1　（その後「会式」機としては全7機）
- 生産開始：1911年（明治44年）7月 -
- 運用開始：1911年（明治44年）10月 -
- 運用状況：退役

会式一号機（かいしき いちごうき）は、1911年（明治44年）に日本で製作された飛行機の通称である。
正式名称は「臨時軍用気球研究会式一号機」で、一般には「会式一号」の略称、または当時は「徳川式」の名で広く知られた。この機体は軍用飛行機としては初の国産機とされている。

## 製作の背景
会式一号機の「会」とは「臨時軍用気球研究会」のことで、1909年（明治42年）7月30日付の勅令（第207号）により、気球と飛行機の軍事利用の研究のため 当時の陸軍・帝国大学・中央気象台のメンバーらにより設立された 国内最初の航空機に関する公的機関である。
翌年の1910年（明治43年）、同会のメンバーの一人だった徳川好敏（当時 工兵大尉）が飛行機操縦技術を習得するためフランスに派遣され、帰国後の12月19日 代々木練兵場にて、同じくドイツに派遣され帰国した日野熊蔵陸軍歩兵大尉と共に日本国内初の公式飛行に成功、1911年（明治44年）4月1日、日本で最初の飛行場が所沢（当時埼玉県入間郡所沢町）に開設された。
開設当初の所沢飛行場に在った飛行機は、フランス製「アンリ・ファルマン」(ファルマンIII)複葉機 ・「ブレリオ」(XI-2 bis)単葉機 、ドイツ製「ハンス・グラーデ」単葉機 ・「ライト」型複葉機 の全4機の輸入機だけで、頻繁に練習が始まるとこの4機は酷使されすぐに飛行機が不足した。このため1911年（明治44年）4月、同研究会の事業として新しい飛行機が製作されることになった。

## 初飛行まで
前述の日本初飛行の公式記録を持つフランス製1910年式アンリ・ファルマン複葉機を参考に設計されたが、ここまで同機を何度も操縦していた徳川大尉によって翼断面の形状・面積の変更と、各部を流線形にして空気抵抗を減らすことなど幾つかの変更が加えられ、機体の強度と上昇力・速度の向上が図られることとなった。材料などは全て国内で調達されたものの、当時の日本の工業水準はまだ低く充分な加工機材も無かったため製作は主に鋸等による手作業で進められた。

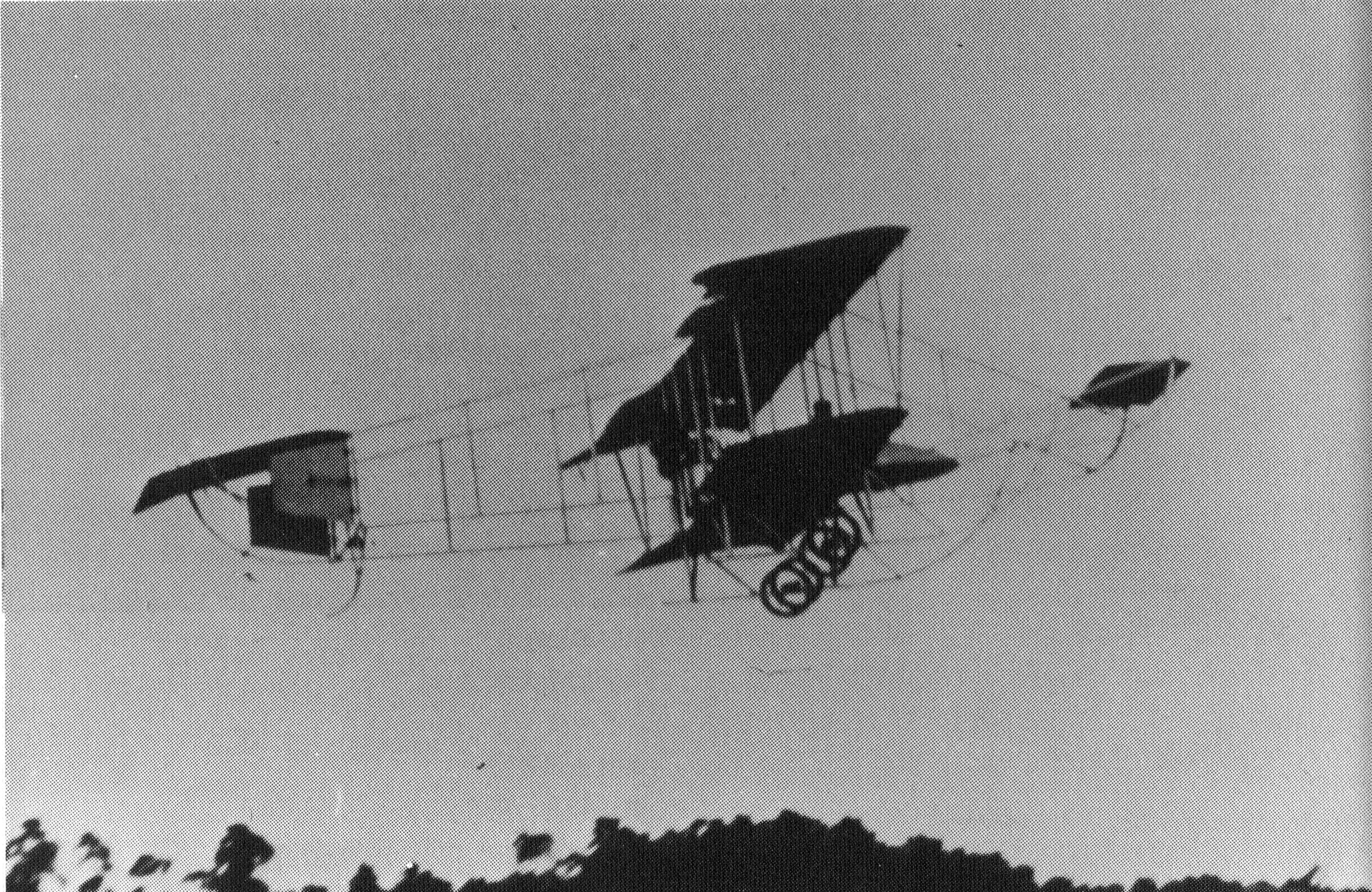
初飛行の様子

製作は同1911年7月より所沢飛行場の格納庫内で開始され、10月初め頃に完成、 同10月13日、大尉自らの操縦によりテスト飛行が行われ、高度50mで 時速72km/h,（最高高度は85m）と良好な成績を記録し、操縦性もファルマン機より高く評価された。
設計・製作段階から徳川大尉の功績が大きかったため、当時一般には「徳川式」 と呼ばれ、その後は主に操縦訓練や空中偵察の教育などの目的で使用された。

## その後・派生機

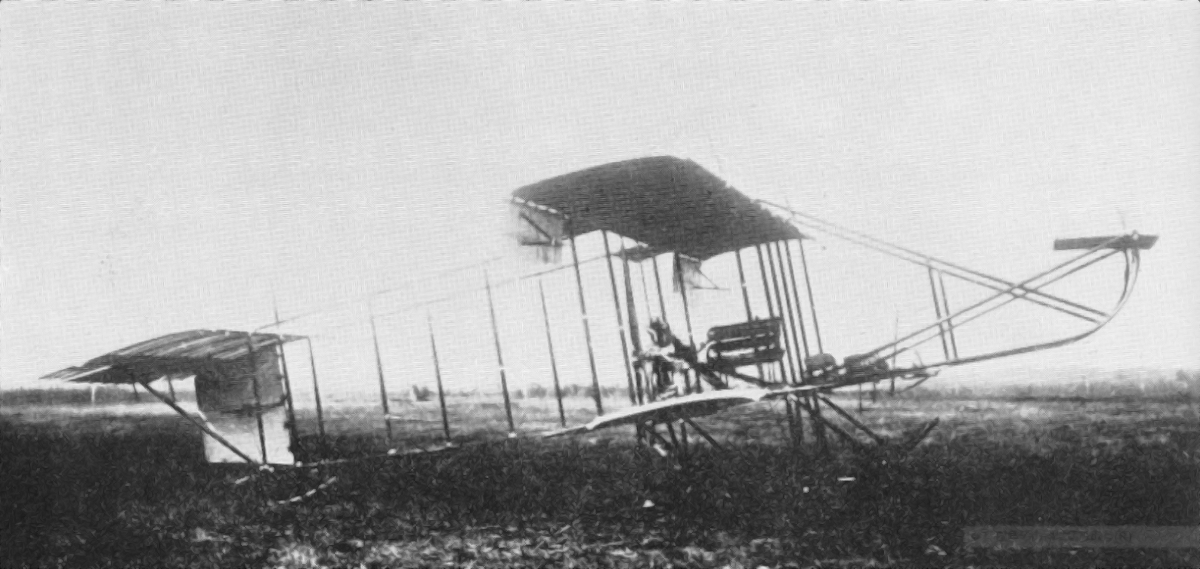
会式三号機

一号機は初飛行当初は操縦者1人乗りであったが、その後翌1912年（明治45年）にファルマン機と同様に後部座席を追加し2人乗り可能に改造された。この改造の際にはほかにも主翼や尾翼、降着装置の設計変更が行われており、改造後の機体は「改造会式一号」や「会式一号（改）」と呼ぶこともある。 
会式二号 - 四号機までは、同じく徳川大尉の設計で一号機を改良した飛行機だった。1912年（明治45年）3月に完成した会式二号機は会式一号機の準同型機で、翼間支柱の構造などが一号機と異なる。会式二号機は1912年（大正元年）10月24日（または27日）、徳川大尉の操縦で所沢から代々木練兵場へ飛行し、これは陸軍機による初の「帝都訪問飛行」とされている。ちなみに、アンリ･ファルマン複葉機の当時の姿を撮影したガラス乾板写真（喜多川秀雄が所沢飛行場にて撮影）のうち今日もっとも広く使用されている1枚には、その後方にブレリオ機と並んで会式二号機が写っているものがある。
会式三号機は会式二号機の同型機として完成したが、1913年（大正2年）6月21日に練馬村に墜落する事故を起こして大破。その後の修復の際に、エンジンが会式一号機以来のグノーム製エンジンから、アンザニ製の回転星型6気筒エンジン（60馬力）に換装された。1912年11月に完成した会式四号機は、完成当初からアンザニ製エンジンを搭載している。
会式五号機以降は設計が沢田秀中尉に代わり、輸入機を参考にしつつも日本独自の設計がなされた。最後に製作された七号機は中尉が独自に設計した「会式七号駆逐機」の名で知られ、日本で最初の国産戦闘機となっている。 さらにその後は、制式一号飛行機に始まる「制式」の名称で製作が続けられたが、実戦では輸入機を採用するとの方針が決定され、制式二号飛行機を最後に製作は打ち切られた。
今日では、会式一号機および準同型機の実機は現存していないが、1992年（平成4年）に製作された原寸大レプリカが所沢航空発祥記念館に所蔵されており、エントランス・ロビー天井に吊り下げ展示されている。

## 関連
1999年（平成11年）9月22日に発行された特殊切手『20世紀デザイン切手シリーズ第2集』には「初の国産飛行機、飛行船」と題して当機を描いた切手も含まれている。

## 脚註
註釈
1. 1 2  民間機では、（元海軍技師・臨時軍用気球研究会委員だった）奈良原三次による奈良原式2号機がこれより5ヶ月早い5月5日に同じく所沢飛行場にて初飛行に成功している。また、軍用航空機全般では、1877年に初飛行した第一号球が最初となる。
2. ↑  地元の新聞記者が第一報を「徳川式」として報じたため
3. ↑  帝都（当時の首都東京）訪問初飛行は、民間では、のちの1916年（大正5年）に伊藤音次郎操縦により「伊藤式恵美一号（恵美号）」が稲毛を出発し、民間機として最初の「帝都訪問飛行」に成功している。

出典
1. ↑  野沢正 『日本航空機総集 立川・陸軍航空工廠・満飛・日国篇』 出版協同社、1980年、104頁。全国書誌番号:80027840。
2. 1 2  野沢正 『日本航空機総集 立川・陸軍航空工廠・満飛・日国篇』 出版協同社、1980年、104 - 106頁。全国書誌番号:80027840。
3. ↑  本邦航空黎明期外史(7)：帝都訪問初飛行 2010年12月閲覧
4. ↑  “アーカイブされたコピー”. 2004年11月18日時点のオリジナルよりアーカイブ。2010年12月31日閲覧。 2010年12月閲覧
5. ↑  国立国会図書館「日本人の初飛行」に写真掲載あり。2010年12月閲覧
6. ↑  “会式一号機（レプリカ）”. 産業技術史資料データベース.  国立科学博物館産業技術史資料情報センター (1998年11月21日). 2024年4月8日閲覧。
7. ↑  “「２０世紀デザイン切手」シリーズ第２集郵便切手のデータ”.  日本郵趣協会. 2021年12月3日閲覧。